# Kaunissaari (ö i Norra Karelen, Joensuu, lat 62,48, long 29,33)
Kaunissaari är en ö i Finland. Den ligger i sjön Orivesi och i kommunen Libelits i den ekonomiska regionen  Joensuu ekonomiska region  och landskapet Norra Karelen, i den sydöstra delen av landet, 300 km nordost om huvudstaden Helsingfors. Öns area är 9,9 hektar och dess största längd är 0,5 kilometer i sydväst-nordöstlig riktning.